# (74051) 1998 HP150
1998 إتش بي 150 (ويعرف أيضًا باسم (74051) 1998 إتش بي 150 وفق تسمية الكوكب الصغير) (بالإنجليزية: 1998 HP150)‏ هو كويكب ضمن حزام الكويكبات؛ وترتيبه 74051 من حيث الاكتشاف.
اكتُشف هذا الجُرم الفلكي بواسطة سبيس واتش في 20 أبريل 1998.

## وصلات خارجية
- (74051) 1998 HP150 في قاعدة بيانات مختبر الدفع النفاث لأجرام النظام الشمسي الصغيرة

- الاكتشاف · مخطط المدار ·  العناصر المدارية · المعلمات المادية

- (74051) 1998 HP150 على موقع ويكي سكاي: DSS2, SDSS, GALEX, IRAS, Hydrogen α, X-Ray, Astrophoto, Sky Map, Articles and images